# Johnbelkinia ulopus
Johnbelkinia ulopus är en tvåvingeart som beskrevs av Dyar och Frederick Knab 1906. Johnbelkinia ulopus ingår i släktet Johnbelkinia och familjen stickmyggor.
Artens utbredningsområde är Nicaragua. Inga underarter finns listade i Catalogue of Life.